# Eduardo López de Romaña
Eduardo López de Romaña (Arequipa; 1847 — Lima; 1912) foi um engenheiro, político e Presidente do Peru de 8 de Setembro de 1899 a 8 de Setembro de 1903.